# Friedrich Solger
Friedrich Solger (* 8. Oktober 1877 in Berlin; † 29. November 1965 ebenda) war ein deutscher Geologe, Heimatkundler und völkischer Pädagoge.

## Leben
Solger war der Sohn des Geheimen Sanitätsrates Eduard Solger (1834–1920). Er absolvierte das Lessing-Gymnasium in Berlin, das er 1894 mit dem Abitur abschloss. Anschließend war er Bergbaubeflissener beim Breslauer Oberbergamt und legte die Bergreferendarsprüfung ab.
Solger wurde schließlich als Assistent am Geologischen Institut der Berliner Universität tätig und 1901 als Geologe an diesem Institut bei Ferdinand von Richthofen zum Dr. phil. promoviert. Von 1901 bis 1902 absolvierte er als Einjährig-Freiwilliger seinen Militärdienst mit dem Ziel, Reserveoffizier zu werden. Von 1904 bis 1910 war er als wissenschaftlicher Mitarbeiter am Märkischen Provinzialmuseum tätig. Nach der Habilitation in Geologie und Paläogeologie 1907 wurde er in Berlin zum Privatdozenten ernannt. Am 18. Februar 1908 wurde Solger zum Leutnant der Reserve befördert. Ab 1910 hielt er sich in China auf und arbeitete bis 1913 als Professor der Geologie an der Universität Peking. 1914 wurde er Leiter der geologischen Landesaufnahme im chinesischen Ministerium für Handel und Industrie Peking. 1914 verfasste er eine Denkschrift für eine verstärkte kulturpolitische Präsenz des Deutschen Reichs in China. Nach Ausbruch des Ersten Weltkriegs nahm er als Zugführer im III. Seebataillon an der Verteidigung von Tsingtau teil. Nach Eroberung der Stadt im November 1914 wurde Solger von japanischen Truppen gefangen genommen und nach Japan gebracht. Von April 1917 bis Ende Januar 1920 war er dort im Kriegsgefangenenlager Bandō inhaftiert. Danach kehrte er nach Deutschland zurück, wo er zum Hauptmann der Reserve befördert wurde und das Eiserne Kreuz 1. Klasse erhielt.
Solger wurde 1921 zum nichtbeamteten a.o. Professor für Geologie an der Universität Berlin ernannt. Ab 1923 hielt er Vorlesungen in der Studiengemeinschaft für wissenschaftliche Heimatkunde. Er war Mitherausgeber mehrerer Schriften in der Reihe Kunstdenkmäler der Provinz Brandenburg, herausgegeben vom Brandenburgischen Provinzialverband, die Schriftleitung hatte Erich Blunck.
Solger gehörte im Kaiserreich und in der Weimarer Republik zahlreichen Interessenverbänden und rechtsgerichteten Organisationen an. Seit 1900 war er Mitglied im Alldeutschen Verbandes und von 1920 bis 1922 der Deutschnationalen Volkspartei (DNVP). Von 1921 bis 1933 saß er dem Deutschen Nichtordinarienverband vor. Von 1925 bis 1933 war er Mitglied des „Bundes völkischer Lehrer Deutschlands“ und wechselte von dort 1933 zum NS-Lehrerbund. Von 1927 bis 1933 war er außerdem Vorstandsmitglied des Verbandes der Deutschen Hochschulen.
Ab 1936 saß Solger der Brandenburgia vor. 1937 ergriff er die Initiative zur Errichtung eines Betriebsmuseums im späteren Museumspark Rüdersdorf. Er verlegte sich in seiner Publikationstätigkeit zunehmend auf völkische Schriften, so dass sein Eintrag im Kürschners Gelehrtenkalender 1940 um das Fachgebiet Völkische Erziehung erweitert wurde. In der Zeit des Nationalsozialismus gehörte er der Deutschen Glaubensbewegung an. Mit Bernhard Kummer zeichnete er als Herausgeber der Schriften Nordische Art und deutsche Schule: Schriften zur nordischen Ausrichtung unserer Erziehung an Hand der Quellen.
Über Solgers Entnazifizierung ist nichts bekannt. Er erhielt 1945 einen Lehrauftrag an der in Ost-Berlin gelegenen Humboldt-Universität zur „Geologie Norddeutschlands und Heimatkunde von Brandenburg“ und publizierte weiterhin. Er wurde 1953 emeritiert und erhielt von seiner Universität eine Würdigung zu seinem achtzigsten Geburtstag.
Solger war auch nach dem Nationalsozialismus Mitglied in der Gesellschaft für Erdkunde, der Deutschen Geologischen Gesellschaft, der Gesellschaft Naturforschender Freunde zu Berlin und wurde 1962 Ehrenmitglied der Deutschen Quartärvereinigung und der Deutschen Geologischen Gesellschaft in der DDR. Von 1950 bis 1965 gehörte er der Landesgeschichtlichen Vereinigung für die Mark Brandenburg, wo er 1961 zum Ehrenmitglied ernannt wurde. Solger wurde 1954 Mitglied der Gesetzlosen Gesellschaft zu Berlin. Solger wohnte in Westberlin im Bezirk Steglitz.

## Schriften
Geologische Schriften
- Die Ammonitenfauna der Mungokalke in Kamerun und das geologische Alter der letzteren. In: Ernst Esch, Friedrich Solger, Paul Oppenheim und Otto Jaekel, Auswärtiges Amt. Kolonial-Abteilung: Beiträge zur Geologie von Kamerun. E. Schweizerbartsche Verlagsbuchhandlung, Stuttgart 1904. = Brühl’sche Univ.-Buch-u. Steindruckerei, Gießen 1902. Inauguraldissertation, Königlich Preussische Friedrich-Wilhelms-Universität.
- Über die Entstehung der märkischen Dünen. Habilitationsschrift. 1907.
- Die deutschen Seeküsten in ihrem Werden und Vergehen. Meereskunde. Sammlung volkstümlicher Vorträge zum Verständnis der nationalen Bedeutung von Meer und Seewesen. 1, 8, Mittler, Berlin 1907 (Digitalisat)
- Studien über nordostdeutsche Inlanddünen. J. Engelhorn, Stuttgart 1910.
- als Hrsg.: Dünenbuch. Werden und Wandern der Dünen, Pflanzen- und Tierleben auf den Dünen, Dünenbau. Enke, Stuttgart 1910.
- Geologische Beobachtungen an der Shansibahn. 1914.
- Kunstdenkmäler des Kreises Königsberg (Neumark). Geographisch-geologische Übersicht, geschichtliche Einleitung, kunstgeschichtliche Übersicht. (= Kunstdenkmäler der Provinz Brandenburg. Band 7, Teil 1). Voss, Berlin 1928.
- Der Boden Niederdeutschlands nach seiner letzten Vereisung. D. Reimer, Berlin 1931.
- Die Entstehung der nordostdeutschen Bodenformen während der Eiszeit. (= Deutsche Urzeit. Band 3). D. Reimer, Berlin 1935.
- Die Urströme Brandenburgs. Sonderdruck aus dem Monatsheft Brandenburgia. Jahrgang 48, 1939.
- Die Rüdersdorfer Gesteine und ihre Entstehungszeit.
- Erdkundeunterricht. Geologie in Merkbildern. Volk und Wissen, o. J.
- Geologie in Merkbildern. Volk und Wissen, Berlin 1948. Lernen und Lehren: methodische Schriften für lernende Lehrer

Völkische Schriften
- Lebenswille. Konvolut von 3 Heften, o. J.
- Heimaterde und Ahnenblut. Eine Erinnerung an die vom Januar 1918 bis zum Juni 1919 im Lager Bando gehaltenen "Vorträge zur Heimatkunde". Gedruckt in der Lagerdruckerei des Kriegsgefangenenlagers, Bando 1919.
- Der Bildungswert der Paläontologie. Quelle & Meyer, Leipzig 1933. in: Erziehung.
- Gemeinschaft in der Verantwortung für das Leben. In: Deutsche Heimat. Heft 1
- Vom Wesen wahrer Volksbildung. In: Deutsche Heimat. Heft 6
- Geschichte als Lebensbewährung der Völker. Reihe Lebenswille, Heft 5. Deutsche Heimat, Berlin o. J.
- Die Heimat als Lebenseinheit. Berlin, Neudamm 1934.
- mit Wilhelm Hauer u. a.: Grundlinien einer deutschen Glaubensunterweisung : mit Hauptentwurf zu einem Lehrplan der deutschen Glaubensbewegung. K. Gutbrod, Stuttgart 1934
- Nordische Erziehung. Schriften für artgemäße Jugendbildung aus nordischer Verantwortung, geleitet v. Univ. Prof. Dr. Friedrich Solger. Nordische Art u. deutsche Schule. Reihe B. Adolf Klein, Leipzig 1937.
- Das überpersönliche Leben. Sein Bewusst-werden im Heimatgedanken. Deutsche Heimat, Berlin 1959.
- Treue als Kernpunkt überpersönlichen Lebens. Selbstverlag, Gernsbach/Braun-Ditzen 1973.